# Kawana
Kawana (hebr. כוונה) – w judaizmie wewnętrzne nastawienie polegające na świadomym i skoncentrowanym podchodzeniu do modlitwy lub spełnienia czynności religijnej.